# جي سي تي 155مم
جي سي تي 155مم هي مركبة مدفعية ذاتية الحركة فرنسية تستخدمها حاليًا جيوش فرنسا والمملكة العربية السعودية. حلت محل Mk F3 155mm السابقة في خدمة الجيش الفرنسي. الميزة الأساسية لـ AuF1 هي أنها تتضمن درعًا كاملاً وحماية نووية وبيولوجية وكيميائية (آن بي سي [الإنجليزية]) لطاقمها المكون من أربعة أفراد، في حين أن Mk F3 155mm السابقة لم تقدم أي حماية ويمكنها حمل اثنين فقط من أفراد طاقمها الأربعة. خاضت AuF1 القتال مع الجيش العراقي في الحرب العراقية الإيرانية.

## التاريخ
بدأ إنتاج العينة الأولى عام 1972، وشوهد لأول مرة في معرض للمعدات العسكرية.
وفي الفترة ما بين عامَي 1974 و1975، تم إنتاج عدد ستة قطع منه بغرض الاختبارات، وفي عام 1977، تم بيع أول إنتاج للمملكة العربية السعودية، واختير هذا المدفع بواسطة الجيش الفرنسي، في يوليه 1979، وتم إمداد الجيش بعدد خمس بطاريات مدفعية، ثم عمم بعد ذلك في جميع بطاريات المدفعية، وفي عام 1992، تم تحميل المدفع عيار 155 مم، GCT على شاسيه دبابة T-72.
يوجد من هذه الدبابة نوعان هما AUF1 - AUF2 .

## مميزات
المدفع مثبت على برج من الصلب الملحوم، ويمكنه الدوران بزاوية مقدارها 360 درجة، والمدفع يعمر آلياً. لذلك فإن معدل النيران عالي، إضافة إلى أنه يستطيع أن يطلق القذائف شديدة الانفجار، وذخائر الدفع الصاروخي. والمدفع مجهز بجهاز ضبط نيران مدمج مع أجهزة الرؤية الليلية، والمدرعة مجهزة لمقاومة أسلحة التدمير الشامل "الكيماوية والبيولوجية"، ويعلو البرج رشاش 7.62 مم أو 12.7 إضافة إلى أربع قواذف دخان على البرج اثنين على كل جانب.

## المنشأ والدول المستخدمة
1. بلد المنشأ : فرنسا.

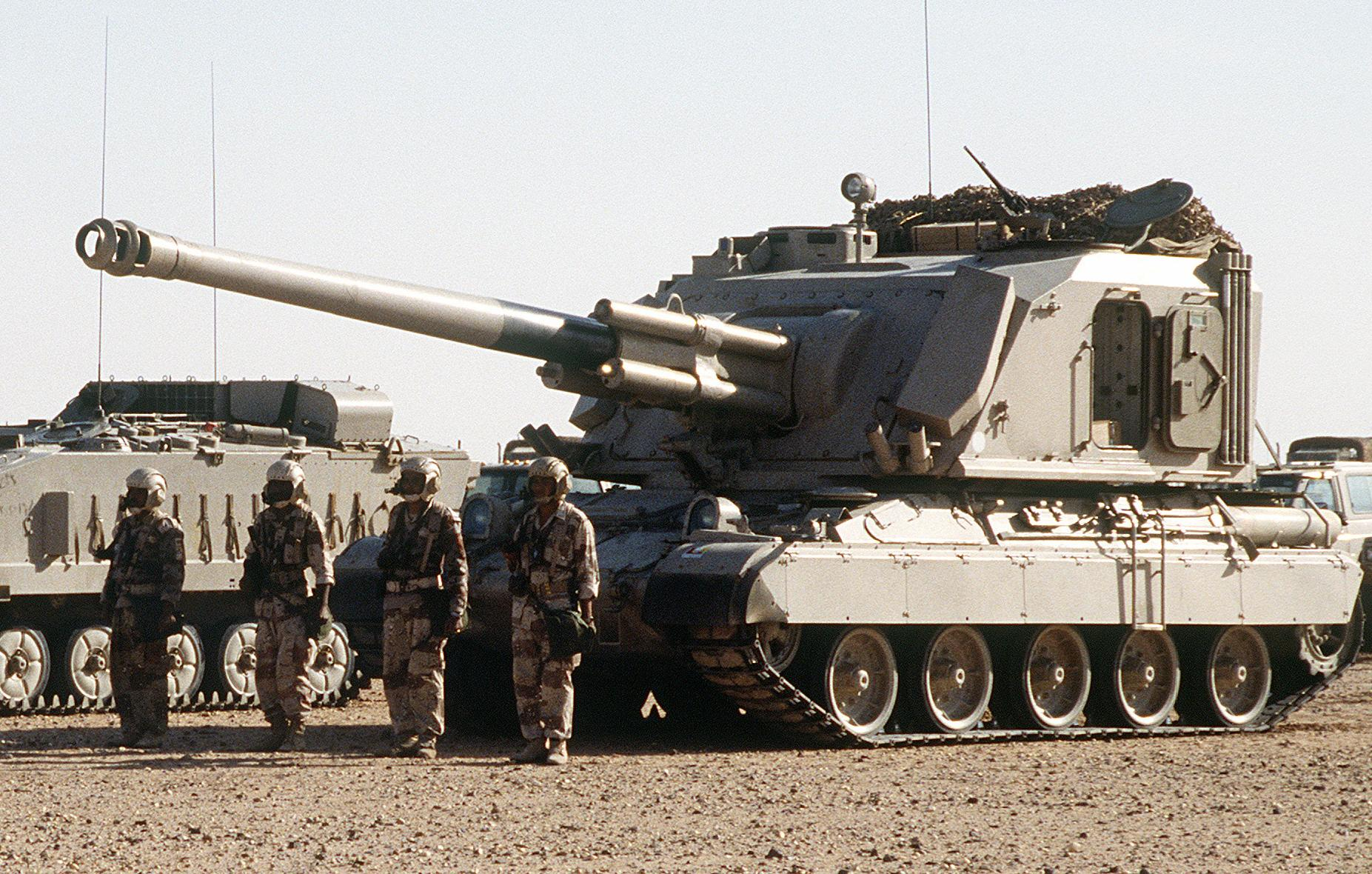
صورة ل سلاح المدفعية بـ القوات البرية ويظهر في الصورة مدفع هاوتزر ذاتي الحركة عيار 155مم ، جي سي تي.

2. الاستخدام : مدفع هاوتزر ميدان متوسط ذاتي الحركة.
3. الدول المستخدِمة : في منتصف 1994 تم بيع ما يزيد عن 400 قطعة سلاح إلى الدول التالية: فرنسا، العراق سابقا، الكويت، المملكة العربية السعودية.

## المواصفات العامة والفنية
1. المواصفات العامة:
• التسليح:
- العيار 155 مم
- الطاقم 4 أفراد
- أقصى مدى 29000م
- أقصى زواية ارتفاع للمدفع + 66 درجة
- أقصى زواية انخفاض للمدفع - 4 درجات
- معدل الدوران في الارتفاع 5 درجة في الثانية
- قوس الاتجاه 360 درجة
- معدل الدوران في الاتجاه 10 درجات في الثانية
- القدرة النوعية 17.4 حصاناً/ طناً
- معدل الرماية حوالي 6 طلقات في 45 ثانية
- وزن المدفع مع تجهيزات القتال (الوزن بالشدة الكاملة) 42 طناً
- وزن المدفع بدون تجهيز 38 طن
- الطول والمدفع في الأمام 10.25م
- الطول والمدفع في الخلف 9.51م
- طول المدفع 6.7 م
- الارتفاع حتى قمة البرج 3.25 م
- ارتفاع بطن العربة عن سطح الأرض 0.42م
- العرض بالجنزير 3.15 م
- العرض بين الجنزير 2.53 م
- عرض الجنزير 570 مم
- طول الجزء من الجنزير الملامس الأرض 3.9 م
- أقصى سرعة على الطرق 60 كم/ساعة
- أقصى مدى على الطرق 450 كم عند سرعة 40 كم/ساعة
- اجتياز مانع مائي لا يزيد عمقه على 2.1 م
- صعود مرتفع زاوية ميله 60%
- السير على ميل جانبي زاويته 30%
- اجتياز حاجز رأسي ارتفاعه 0.93 م والمدفع متحرك في الأمام
- اجتياز حاجز رأسي ارتفاعه 0.48 م والمدفع متحرك من الخلف
- عبور خندق حاد الحواف عرضه 1.9 م
- وزودت العربة، برشاش مضاد للطائرات عيار 7.62 أو 12.7 مم.

• إدارة البرج: آلياً ـ يدوياً.
• الذخيرة:
- 42 قذيفة للعيار الرئيسي ويتم تحميلها في البرج.
- 2050 طلقة للعيار 7.62 مم.
- 800 طلقة للعيار 12.7 مم.
- ويمكن للمدفع أن يطلق أنواع من الذخيرة كالآتي:

أقصى مدى / م
- الشديدة الانفجار (56/59) 23000
- الشديدة الانفجار (هالوبيز) 23000
- الشديدة الانفجار (ذات القاعدة الباثقة) 29000
- الشديدة الانفجار M107 18000
2. خفة الحركة والمناورة:
- المحرك: هيسبانو/ سويزا، ذو 12 سلندر، يعمل بالديزل أو البنزين، قوّته 720 حصاناً، عند سرعة 2400 دورة، في الدقيقة.
- أجهزة نقل السرعة: ميكانيكي ذات خمس سرعات في الأمام، وخمس سرعات في الخلف.
- أجهزة التعليق: من نوع القضيب الالتوائي أعمدة عصر.
- وحدة توليد القوة: توربيني.
- النظام الكهربي: 28 فولتا.
- البطاريات: 8 بطاريات، جهد كل منها 12 فولتاً، والسعة الكلية 100 أمبير/ساعة.

## المصدر
- الموسوعة العالمية للأسلحة

## وصلات خارجية
- هاوتزر عيار 155 مم، GCT (فيديو) على يوتيوب